# 尼撒的貴格利
尼撒的貴格利/尼薩的額我略（Gregory of Nyssa；約335～395年），他與該撒利亞的巴西流、拿先素斯的貴格利並稱加帕多家教父，都是出生在加帕多家的。公元372年，尼撒的貴格利被該撒利亞的巴西流祝圣為尼撒（Nyssa）的主教。
公元381年，三位加帕多家教父在君士坦丁堡會議中佔有重要影響力，也是使亞流派失敗的主要護教者。其中為首的大巴西流對另外兩位貴格利有很大的影響；而三位教父們的三位一體教義，使他們可以同時接納「尼西亞信經中同本體論」、和「聖父、聖子、聖靈位格分別但本質同一位格的看法。這些概念也是君士坦丁堡會議中的重要論題。

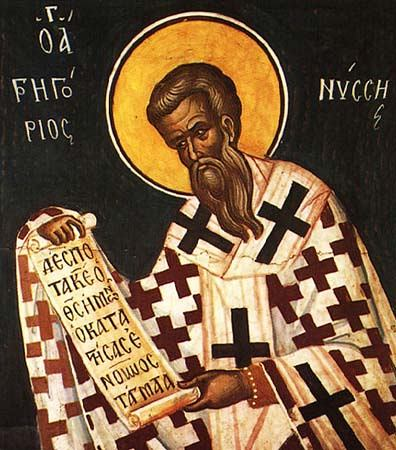
尼撒的貴格利

## 背景

De virginitate

貴格利出生於一個基督教的貴族家庭。母親是該撒利亞的艾密莉亞，父親老巴西流是一個雄辯家；他共有九個兄弟姊妹，家族內有五人都被尊為聖人。年幼的貴格利，是接受母親和姊姊馬克麗娜的在家教育；之後，他可能是在該撒利亞繼續他的學業，攻讀古典文學、哲學、可能還有醫學。
自公元355年起，貴格利和他的兄弟們（巴西流、拿克拉提斯）一起過著隱居的生活。起初，貴格利追求的是一個非宗教性的職業生涯，期許自己可以成為一個修辭學家，然而最後他成為一名演說家。關於貴格利的婚姻是具有爭議性的，一種說法認為他娶蒙福者德奧賽維亞為妻；但是，這名女子卻被確認為是被東正教封聖的。因此，有另一些評論家認為蒙福者德奧賽維亞只是貴格利的姊妹。

## 三位一體論
尼撒的貴格利具有很強的奧秘派傾向的特質，其神學充滿著上帝是絕對無法理解的神秘氣氛。尼撒的貴格利的思想深受新柏拉圖主義的影響，特別是在柏拉圖哲學所強調共相的實質上。他借用希臘哲學的形上學，這是他闡述三位一體論的特色。
尼撒的貴格利對於三位一體教義的論述有：
1. 認為一「質」（ousia）就像柏拉圖的一個「形式」，亦即把許多事物結合在一起的真實共相（universal）。他以人性的形式與特質來說明共相的本性或本質。所以，父、子和聖靈共有一個本質ousia，同時卻保留各自獨立且未分裂的位格。也就是說，雖然能夠從數量上將三位一體的三個成員的不同位格區分出來，但就他們的本質或本體來說，他們是不可區分的。尼撒的貴格利舉例說明，以「在一個人的總稱裡面存在的多樣性（a multiplicity of the one universal human being）」來類比三位一體的上帝。[2]
2. 認為聖靈是由上帝和基督出來的。祂由父而出，從子領受；祂與道不可分。他認為這三位可從起源上區分開來，父是因，另兩位是果。兩位果還可以區分，一位是直接由父產生的，另一位則由父經一中介產生。雖然，他們不是三位神，但他們互相之間有一個很明顯的關係。父神乃是子與聖靈永恆的緣由、基礎與源頭。子永恆從父受生，而聖靈則永恆從父而出。
3. 主張上帝是一個存有，也就是一質，並不是三位神。因此，三個位格在所有的事上，都必須採取一致行動。這就是尼撒的貴格利三位一體教義的關鍵觀念。

尼撒的貴格利制定了一個三位一體正統神學必須遵循的原則，以避免變成三神論；在所有的作為上，同一神性的三個位格都是共同參與，一起行動。

## 論贖罪
俄利根在第三世紀提出「付贖價給撒但」的理論，他認為撒但在與神的爭戰中奪得人並合法的控制人。而神以基督的死作為贖價給付給撒但，將人從撒但權下贖回。當撒但接受基督作為贖價，釋放人之後，基督在三日後就從其死亡權下復活，神在這場戰役中得勝，並且基督與跟隨祂的人也都得勝。女撒的貴格利引用說明俄利根「付贖價給撒但」的理論，在女撒貴格利的著作《大要理問答》（Great Catechism）中，他陳述撒但受欺騙的概念，主要有兩個理由：（1）當撒但受欺騙時，欺騙者已得著所當得的；（2）撒但在終末時，牠也得救。尼撒的貴格利引用一個特別比喻，他將撒但比喻成一條貪婪的魚，魚餌是耶穌的肉體，魚鉤是祂的神性。當貪婪的魚吃掉魚餌的同時也將魚勾（神性）吞下，比喻撒但受到基督的欺騙而被逮到。「付贖價給撒但」這個理論在表明神以機制欺騙撒但，又以基督復活的大能勝過撒但權勢以贖回被擄的人。此論點並不合乎聖經，神是公義的，欺騙詭詐並非神的本性；再者，人是因違背神的吩咐而落入律法的咒詛以下，撒但雖藉著罪和死亡轄制人，不代表祂有合法控制人的地位。基督為我們成了咒詛，就贖我們脫離律法的咒詛，以祂的生命作為贖價。 教會普遍對於女撒貴格利的「付贖價給撒但」是不接受的。

## 信仰生活
第四世紀時，基督教教義的討論對於當代信徒來說是非常重要。尼撒的貴格利就曾抱怨過，他無論走在君士坦丁堡的哪裡，都會有人纏著他辯論三位一體的教義。貴格利曾在他的著作《On the Deity of the Son and of the Holy Spirit》中寫著說：「若你要換零錢，就有人會向哲學家一樣，對你發表基督受生、或非受生的觀念。若你詢問麵包的價錢，就會有人對你說：『父比較大，子比較小。』事實上，當時大多信徒都站在反對貴格利的立場──「否認神的兒子耶穌與神完全平等」。尼撒的貴格利與拿先斯的貴格利、巴西流都曾使用相同的社會類比來解釋神三而一的概念：「如同亞當、夏娃和賽特一般；父、子、聖靈是一個神聖家庭，同有相同的榮耀本質，卻是三個獨立的位格」。也就是認為，不同的位格可以擁有相同的本質。當然，在那個時代，這樣的觀點受到異端及正統神學家的猛烈批評。
女撒的貴格利除了神學上的成就之外，對於社會的公平正義也有所警惕與看重。他嚴厲斥責奴隸制度，也因此被稱為第一位基督徒廢奴者。而在羅馬，奴隸制度是其經濟文化的重心，奴隸人數佔約佔三分之一人口。奴隸沒有自由、沒有報酬，是主人的財產，為主人服侍。貴格利引用傳道書二章七至十一節，在證道中闡明奴隸制度的邪惡，並以聖經中人性、救贖、呼召的教導為基礎，說明神的心意。以下節選可以反應貴格利基督教思想的主張
「我買了仆婢。（引用傳道書2：7 ）用了什麼價格，請告訴我？在一切存在之物中，你們認為有什麼可以與人性的價值相配？理性值多少錢呢？你用多少銀幣4 計算上帝的樣式？出售按上帝的形象被造的，能獲得多少金幣 ？神說，我們要照著我們的形像，按著我們的樣式造人（創1：26） 。如果他裏面有上帝的樣式，並能管理全地，又蒙上帝賜他權柄超越地上萬物，誰能作他的買主，請告訴我？誰又能作他的賣主？……上帝不會……把人貶低為奴，因為當我們在作罪惡的奴隸時，他自己就要恢復我們的自由。但如果上帝都不把自由人變為奴隸，誰竟能超越上帝的大能？」

## 著作
尼撒的貴格利最重要的三本著作：《論三一神》、《非三一神論》與《駁歐諾米》，對於三位一體大爭議的最後結論有極大的影響。其著作為三位一體論的教義提供紮實的基礎與清晰的解釋，並且保留三位一體的核心奧秘。

### 尼撒的貴格利的《論那些去耶路撒冷的人》
尼撒的貴格利在其著作《論那些去耶路撒冷的人》一書中，談及除非遵照聖經真理的教導而行，否則沒有哪一種生活能被視為聖。此主張是為了矯正當時有些人認為，要過完全的生活就要到耶路撒冷。尼撒的貴格利指出基督沒有這樣吩咐，更沒有聖經的根據。他主張無論深處何處，只要誠心尋求神，神就在其中，即便沒有前往耶路撒冷也能得著神的恩典和祝福。人的聖潔與前往耶路撒冷朝聖並無相關。此書被譽為貴格利著作中的珍珠，內容帶出福音的精髓，也對當時的宗教物質主義與形式主義提出譴責。

### 尼撒貴格利的葬禮演說
在女撒貴格利晚期的著作中多有以「憂傷」的主題，能見于其所寫幾篇葬禮演說，主要有福蘭西勒皇后的葬禮演說（A Funeral Oration for the Empress Flacilla）、安提阿主教梅勒提烏的葬禮演說（A Funeral Oration for Meletius，Bishop of Antioch）、關於普徹莉雅婭的告慰佈道（A Homily of Consolation Concerning Pulcheria）與論死者（Concerning Those who Have Died）。貴格利以修辭手法來探討憂傷與榮耀的關係，他所表現的「憂傷」是象徵性的修辭，並非著重在真實內在的情感。此對憂傷的修辭表達：生者確立死者已得著神的勸慰，這勸慰就在死者已得的榮耀中，生者就明白死者已經得著榮耀，其憂傷就能轉成復活的盼望。貴格利的主張有別於當代希臘哲學的觀點，古典希臘思想是將憂傷歸為激情，認為激情是有損人的實存性。